# Fukuoka Challenger 1986
Il Fukuoka Challenger 1986 è stato un torneo di tennis facente parte della categoria ATP Challenger Series nell'ambito dell'ATP Challenger Series 1986. Il torneo si è giocato a Fukuoka in Giappone dal 29 ottobre al 2 novembre 1986 su campi in cemento.

## Vincitori

### Singolare
Leif Shiras ha battuto in finale  Jim Grabb con il punteggio di 6–3, 1–6, 7–6

### Doppio
Jim Grabb /  Larry Stefanki hanno battuto in finale  David Dowlen /  Leif Shiras con il punteggio di 6–1, 6–3